# Martin Johann Schmidt
Martin Johann Schmidt (népszerű nevén „Kremser Schmidt" vagy Kremserschmidt; (Grafenwörth, 1718 - Stein, 1801), osztrák festő. Franz Anton Maulbertsch mellett  az osztrák barokk festészet jellegzetes és igen termékeny képviselője. Megrendelései főleg  Alsó- és Felső-Ausztria és  Morvaország templomaiba, kolostoraiba szóltak. Magyarország számára is dolgozott.

## Életpályája
Szerény helyi mestereknél tanult. Radaványnevét (Kremser Schmidt) onnan kapta, hogy az alsó-ausztriai Steinben és a szomszédos Kremsben élt és dolgozott évtizedeken át, 1801-ben bekövetkezett haláláig. 1768-ban felvették  a bécsi művészeti akadémiára.
Főleg egyházi megrendeléseket teljesített, majd a jozefinizmus korszakában átállt a világi témák feldolgozására is. Sokszorosított grafikákat és rézkarcokat is készített ezekben az időkben.

## Művei
- Ő festette a váci székesegyház fő- és két mellékoltárának képeit.
- A Szépművészeti Múzeumban 4 festménye található (Golgota, Salamon ítélete stb.)
- Mózes az érckígyóval című művét Szentkirályi Miklós restaurálta 1977-ben